# Muraltia montana
Muraltia montana är en jungfrulinsväxtart som beskrevs av Margaret Rutherford Bryan Levyns. Muraltia montana ingår i släktet Muraltia och familjen jungfrulinsväxter. Inga underarter finns listade i Catalogue of Life.